# Robert Gascoyne-Cecil (1893-1972)
Robert Arthur James Gascoyne-Cecil, Markies van Salisbury (Hatfield, Engeland, 27 augustus 1897 – aldaar, 23 februari 1972) was een Brits politicus van de Conservative Party.
Geboren in een adellijke familie, na het overlijden van zijn vader erfde hij de titel van Markies van Salisbury (Marquess of Salisbury) op 4 april 1947. Hij studeerde aan de Universiteit van Oxford.
- Bibliothèque nationale de France: cb109437811 (data)
- Gemeinsame Normdatei: 130175714
- International Standard Name Identifier: 0000 0001 1451 3489
- Library of Congress Control Number: no2002067269
- Nederlandse Thesaurus van Auteursnamen: 268923469
- LIBRIS: 241606
- Système universitaire de documentation: 16553804X
- Virtual International Authority File: 88765055
- WorldCat: E39PBJyrVvKDMvq67kyWg7D8YP